# 폐세계 가설
폐세계 가설(閉世界假說, closed-world assumption)은 지식 표현에 사용되는 형식적 논리 시스템에서 참인 진술도 참인 것으로 알려져 있다는 가정이다. 그러므로 반대로 현재 참이라고 알려지지 않은 것은 거짓이다. 레이먼드 라이터(Raymond Reiter)가 이 가정을 논리적으로 형식화한 것을 의미하기도 한다. 폐세계 가설의 반대는 지식 부족이 허위를 의미하지 않는다는 개방 세계 가정(OWA)이다. CWA와 OWA에 대한 결정은 동일한 개념 표기법을 사용하여 개념 표현의 실제 의미에 대한 이해를 결정한다. 자연어 의미론의 성공적인 형식화는 일반적으로 암시적 논리적 배경이 CWA 또는 OWA에 기반을 두고 있는지에 대한 명시적인 공개를 피할 수 없다.
실패로서의 부정은 참으로 증명될 수 없는 모든 술어를 거짓으로 믿는 것과 같기 때문에 닫힌 세계 가정과 관련이 있다.

## 같이 보기
- 개방 세계 가정
- 비단조 논리